# Miseinen
Miseinen (未成年?) è il primo album in studio della cantante giapponese Chanmina, pubblicato nel marzo del 2017.

## Promozioni
Il disco è stato preceduto dai singoli Miseinen, Princess, FXXKER, Lady e She's Gone e dal singolo promozionale rilasciato lo stesso giorno dell'album Best Boy Friend.

## Tracce
1. Miseinen 未成年 (New Mix) (feat. Messhi)
2. FXXKER
3. Best Boy Friend
4. She's Gone
5. LADY
6. Nani mo Kowakunai (ナニモコワクナイ)
7. Princess (New Mix)
8. Wonderland
9. Over
10. UR Like ME
11. Daikirai (con TeddyLoid)

## Classifiche
| Classifica (2017) | Posizione massima |
| ----------------- | ----------------- |
| Giappone          | 59                |